# Аїша Сіддіка
Аїша Сіддіка — американська кліматична активістка, письменниця британсько-пакистанського походження.

## Активізм
Айша Сіддіка — студентка-політологиня, письменниця та «директорка зі студентських питань» у Fossil Free University (проект Polluters Out). 20 вересня 2019 року вона мобілізувала та привела десятки тисяч студентів на вулиці Мангеттена в рамках Глобального тижня для майбутнього, вимагаючи від урядів заходів щодо клімату. Її діяльність зосереджена на кліматичній справедливості та расовій справедливості для BIPOC (чорні, корінні та кольорові люди).
Сіддіка (разом із молодими активістками Хеленою Гуалінгою та Ізабеллою Фахаллі) в січні 2020 року заснувала Polluters Out, глобальний молодіжний рух, закликаючи заборонити індустрію викопного палива конвенцією Організацією Об'єднаних Націй про зміну клімату (Рамкова конвенція ООН про зміну клімату; РКЗК ООН). Асоціація співпрацює з іншими молодіжними активістськими групами, такими як Extinction Rebellion та Шкільний страйк заради клімату.
Живе на Коні-Айленді, Нью-Йорк.